# Onthophagus pillara
Onthophagus pillara là một loài bọ cánh cứng trong họ Bọ hung (Scarabaeidae).